# Cleitamia trigonalis
Cleitamia trigonalis är en tvåvingeart som beskrevs av de Meijere 1913. Cleitamia trigonalis ingår i släktet Cleitamia och familjen bredmunsflugor. Inga underarter finns listade i Catalogue of Life.